# Guitarra

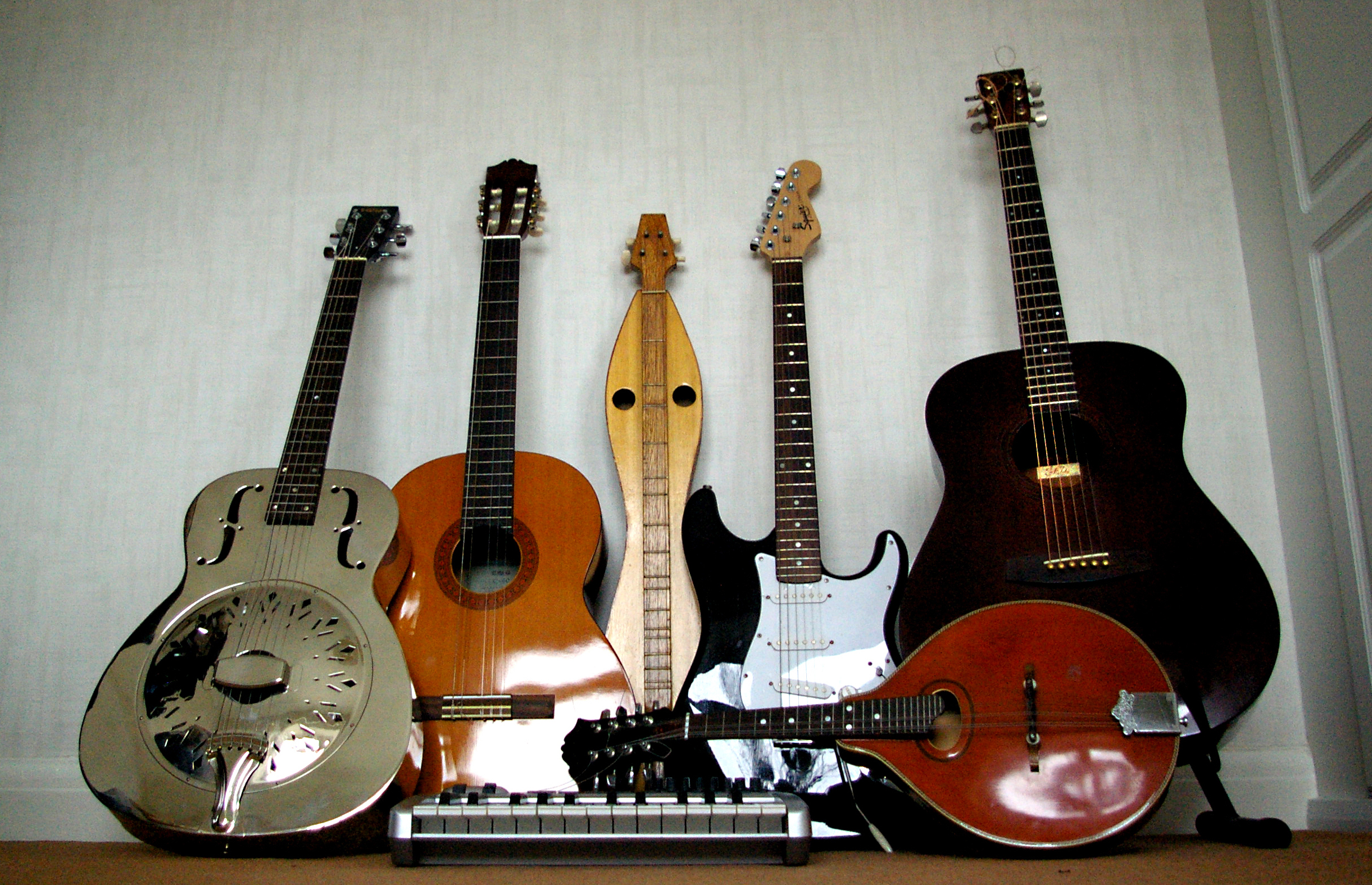
Diferentes tipos de guitarras (a partir de esquerda: ressonadora, clássica, elétrica e folk). Há também: o centro um dulcimer e, descansados horizontalmente, uma Keytar e um bandolim.

Guitarra (do árabe "qitara"; derivado do latim "cithara" e do grego "kithára") refere-se a uma série de instrumentos de cordas dedilhadas, ou instrumentos cordofones que possuem braço e caixa de ressonância cujas cordas são beliscadas.
São formados geralmente por 6 a 12 cordas tensionadas ao longo do braço do instrumento, permitindo ao executante controlar a altura da nota produzida, e possuem um corpo com formato aproximado de um 8 (também existam em outros formatos). 
Existem a versão acústica, que possui caixa de ressonância, e a versão elétrica, que podem ou não possuir caixa de ressonância (ver: guitarra semiacústica), mas utilizam captadores e amplificadores para aumentar a intensidade sonora do instrumento.
As guitarras, bem como a maior parte dos instrumentos de cordas, são construídas por um luthier. O musicista que a executa é chamado guitarrista.

## Terminologia

### Etimologia
A palavra guitarra tem sua origem mais imediata no termo qitara (قيثارة) da língua árabe falada na Andaluzia antes da Reconquista, derivado por sua vez do latim cithara ("cítara"). A palavra latina descende diretamente do vocábulo grego κιϑάρα ("kithára").

### Uso no Brasil

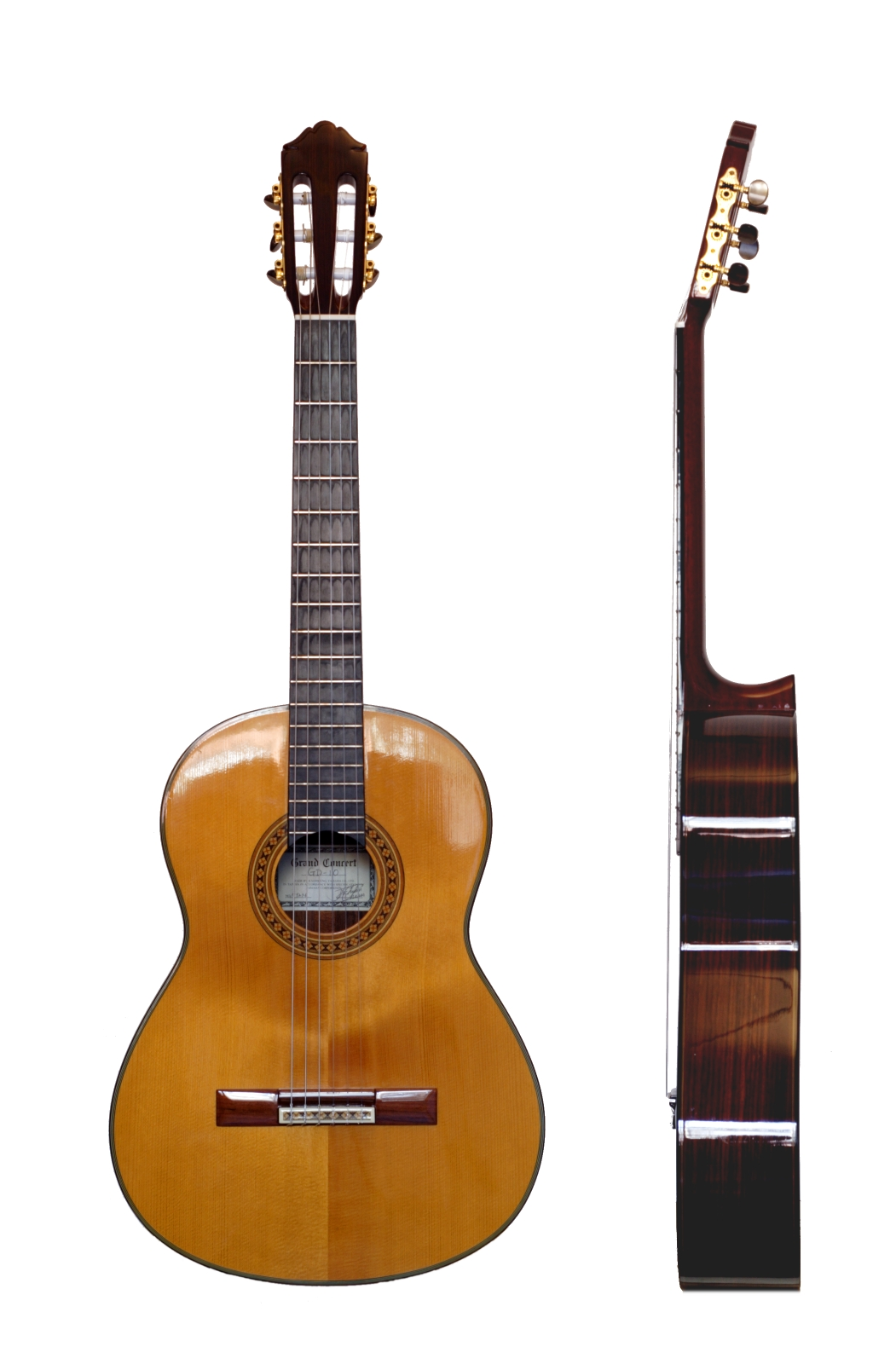
Guitarra clássica (no Brasil, denominada violão)

No Brasil, o termo guitarra refere-se exclusivamente à guitarra elétrica e a palavra "violão" é usada para se referir tanto à guitarra clássica, como à guitarra acústica, esta segunda com cordas de 'nylon' ou mesmo com cordas de aço, como no caso do violão folk  ou do violão Ovation. Os dois últimos são utilizados mais comumente por instrumentistas do gênero popular, enquanto os violões de nylon são preferidos pela maioria dos violonistas clássicos e adeptos do choro, do samba, da bossa nova, do MPB,do axe e estilos musicais regionais.

### Uso em Cabo Verde
Em Cabo Verde, a guitarra clássica é também chamada de violão por parte dos músicos. Essa designação era comum em Portugal até início do século XX. Os tocadores distinguem, assim, das guitarras de cordas de aço que são chamadas por eles de viola.
No entanto, o grande público e os leigos tendem a chamar qualquer guitarra de viola (como em Portugal).

### Uso em Portugal
Em Portugal, o termo mais comum usado actualmente é guitarra, tanto para as acústicas como para as eléctricas. Ainda assim, o termo "viola" ainda é usado, embora incorrectamente. As mais antigas violas ganharam nomes específicos conforme cada caso.

### A viola
Na maior parte dos países de língua portuguesa, o termo guitarra pode se referir a qualquer das variedades do instrumento, seja elétrica ou acústica. No Brasil e em Cabo Verde existe a designação violão para o instrumento acústico com cordas de nylon. É provável que o nome violão tenha surgido devido à semelhança com as violas no formato do corpo. Como a então guitarra era maior, passou a ser chamada popularmente de “violão” (como aumentativo de “viola”). Aos poucos o nome se consagrou no Brasil, e o termo guitarra foi quase totalmente substituído. Apenas no século XX o nome guitarra retornou ao vocabulário corrente dos brasileiros, mas apenas para designar a versão eletrificada.

## Família das guitarras
O termo “guitarra” também é utilizado para se referir a famílias de instrumentos com algumas similaridades, embora nem sempre com a mesma acepção. Para alguns autores, a família das guitarras engloba qualquer cordofone com braço e caixa de ressonância cujas cordas são beliscadas. Isso inclui instrumentos tais como:
- O alaúde,
- A balalaica,
- O bandolim,
- O banjo,
- A guitarra portuguesa,
- O siamise,
- O sitar,
- O vina etc.

### Instrumentos de cordas beliscadas
Mas outros autores apenas consideram como família das guitarras' os 'instrumentos de cordas beliscadas que têm a caixa em forma de “8”. Isso inclui instrumentos tais como:
- O cavaquinho,
- O charango,
- O cuatro,

e os tres da América Latina,
- O ukulele,
- A viola caipira e
- As violas portuguesas.

## História

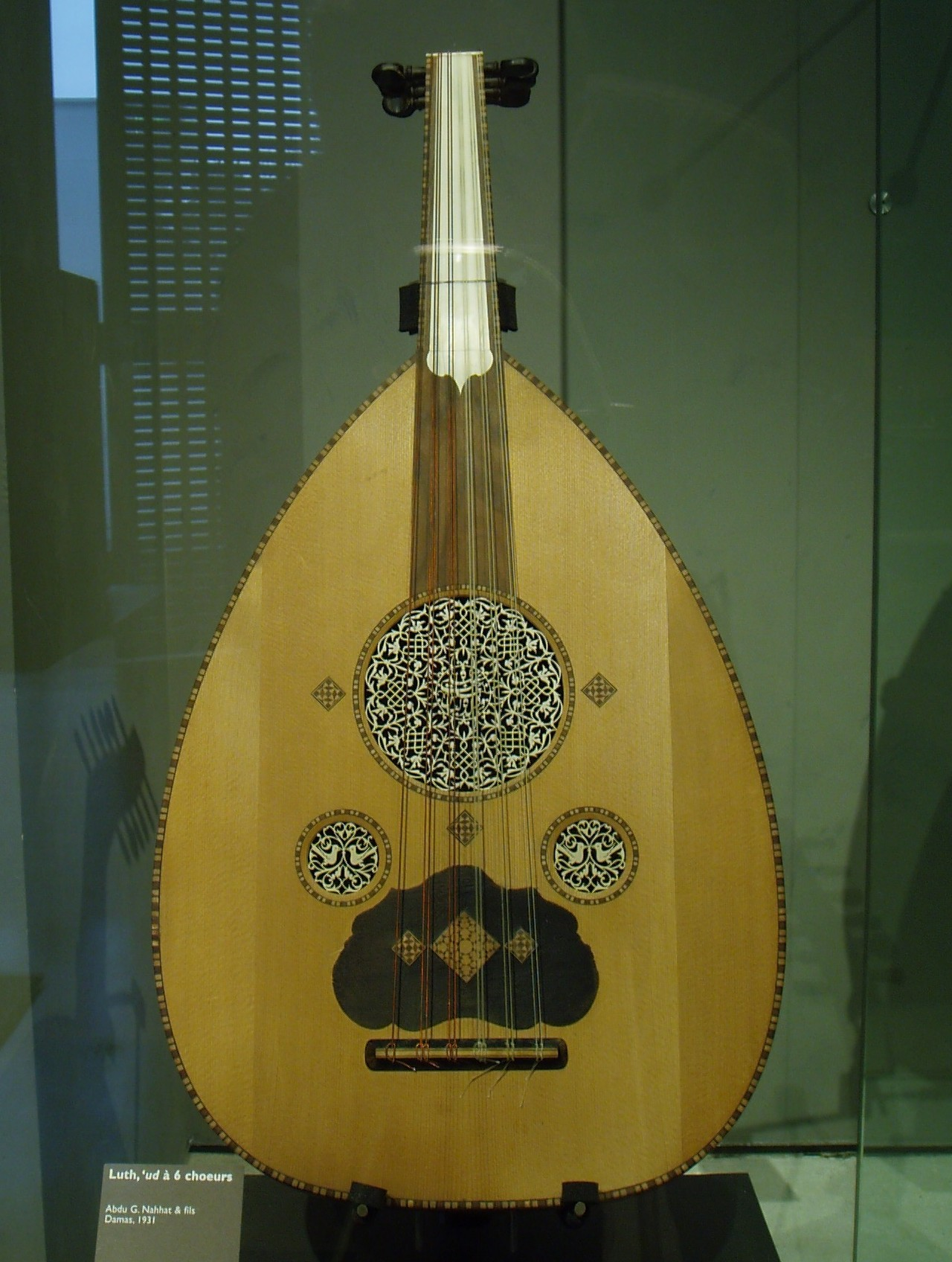
Um alaúde mourisco, com seis pares de cordas.

Instrumentos similares aos que hoje chamamos de guitarras existem ao menos há 5 mil anos. A guitarra parece derivar de outros instrumentos existentes anteriormente na Ásia Central. Instrumentos muito similares à guitarra aparecem em antigos alto-relevos e estátuas descobertas em Susa, na Pérsia (atualmente no Irã).
A guitarra, em forma muito próxima à guitarra acústica atual, foi introduzida na Espanha no Século IX, mas não se conhece com precisão toda a história deste instrumento. No entanto há duas hipóteses mais prováveis para a introdução da guitarra no ocidente.
A primeira hipótese é que a guitarra seria derivada da chamada kithára grega, que com o domínio do Império Romano passou a se chamar cítara romana, e era também denominada de fidícula. Teria chegado à Península Ibérica por volta do século I com os romanos. Esse instrumento se assemelhava à lira e posteriormente foram acontecendo as seguintes transformações: os seus braços dispostos da forma da lira foram se unindo, formando uma caixa acústica, à qual foi acrescentado um braço de três cravelhas e três cordas, e a esse braço foram feitas divisões transversais (trastes).
A segunda hipótese é de que este instrumento seria derivado do antigo alaúde árabe, nome originado da palavra al ud, (a madeira),  e que teria sido levado para a Península Ibérica através das invasões muçulmanas. O alaúde árabe que penetrou na Península nessa época foi um instrumento que se adaptou perfeitamente às atividades culturais e, em pouco tempo, fazia parte das atividades da corte.
Outra hipótese é de que foram aplicadas as técnicas do alaúde (cordas beliscadas, número de cordas, afinação, etc.) a instrumentos de corda friccionada (nessa altura chamadas “violas”). Isso explicaria o fato de em espanhol ter havido a distinção entre vihuela de arco (viola tocada com um arco) e vihuela de mano (viola tocada com a mão).

### Desenvolvimentos posteriores

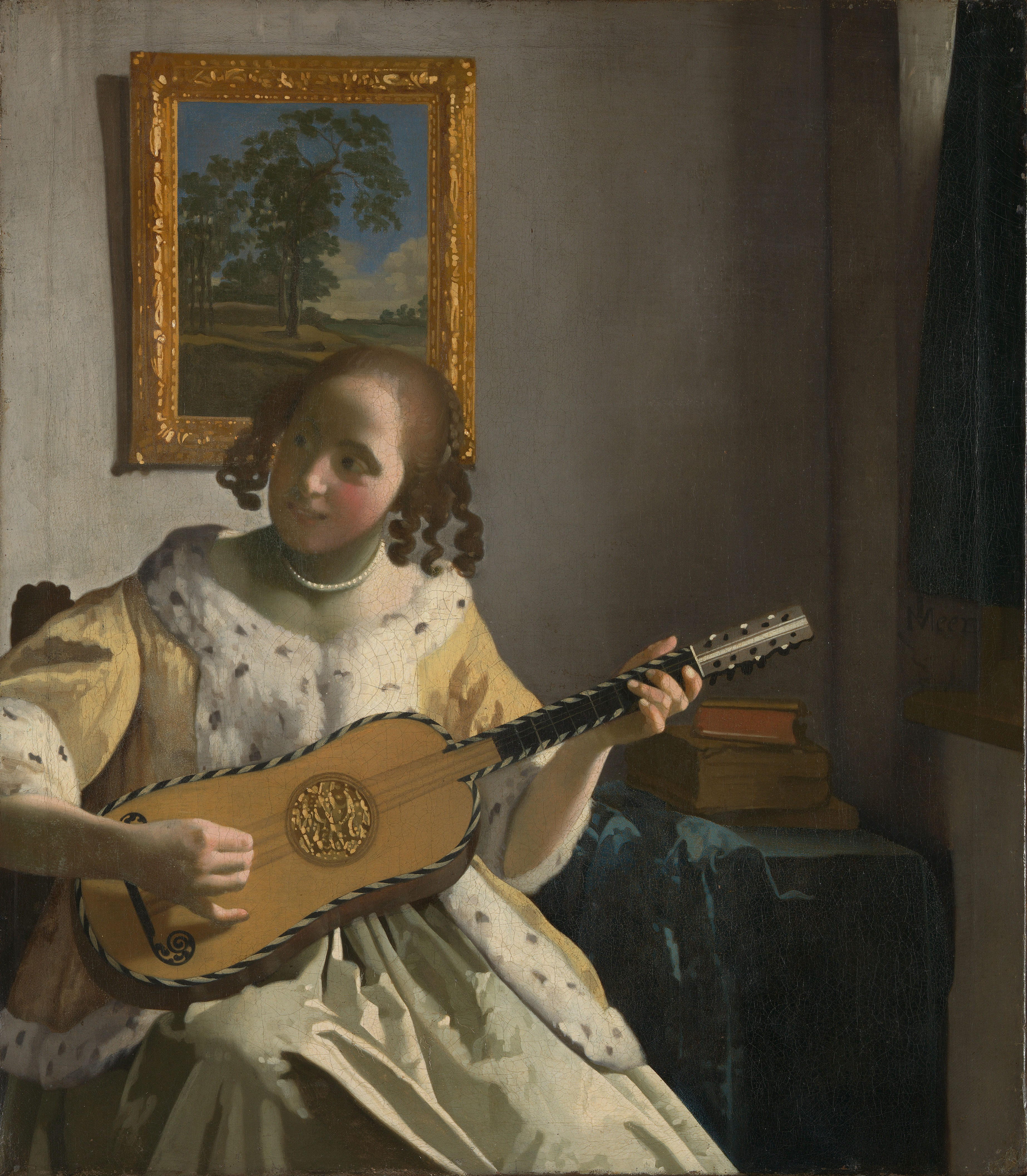
A guitarrista de Jan Vermeer van Delft (antes de 1670).

A vihuela espanhola parece ser um instrumento intermediário entre o alaúde e a guitarra moderna, pois possui uma afinação semelhante ao alaúde, mas o corpo já tinha o formato em 8 semelhante, sendo menor, que as guitarras atuais. No entanto não é certo se esta é mesmo uma forma de transição ou apenas um instrumento que combina características dos dois instrumentos. Em favor da segunda hipótese, argumenta-se que a remodelagem da vihuela para se tornar parecida com a guitarra foi uma forma de diferenciar visualmente o instrumento ocidental do alaúde árabe associado aos invasores.[carece de fontes?] Esta variedade sofreu alterações em Portugal e deu origem às violas modernas.
Durante vários séculos de história a guitarra acústica ganhou diversas variedades. Há grandes variações em todas as características dos instrumentos: o tamanho e o formato da caixa de ressonância, o formato e a quantidade de aberturas frontais, o comprimento do braço, a quantidade das cordas, a extensão e a forma de afinação. Certas variedades se desenvolveram separadamente e se tornaram instrumentos específicos.
Além disso há algumas variedades que são frequentemente associadas ao género musical em que são usadas, como as guitarras de blues, folk, jazz e a guitarra clássica. Embora sejam fundamentalmente o mesmo instrumento, a variedade utilizada no flamenco, por exemplo, é diferente daquela utilizada na música clássica.
Segundo Paco de Lucía, o inventor da guitarra tal como a conhecemos se chama Zyryab. Nascido em Bagdá, ele viveu no fim do século VIII na corte de Córdoba. Ele introduziu uma quinta corda ao 'ud árabe e fundou uma escola de música que exerceu influência considerável sobre a música árabe-andaluz.
Foi Antonio de Torres, um luthier espanhol do século XIX que deu à guitarra a forma e as dimensões da guitarra clássica atual, a partir do qual, diversas outras variedades surgiram no século XX (como a guitarra de jazz, a guitarra folk e a elétrica).
A guitarra elétrica surgiu, independentemente, pela mão de diversas pessoas nos anos 30. Inicialmente a eletrificação consistia em usar o próprio instrumento acústico com um microfone de voz dentro de sua caixa de ressonância. Mais tarde esse microfone foi substituído pelo microfone de contato chamado captador ou, em inglês pickup.
Por nem sempre ser necessária uma caixa de ressonância acústica numa guitarra eléctrica, surgiram as primeiras guitarras maciças (Fender Stratocaster e Gibson Les Paul) nas décadas de 1950 e 60. As cordas passaram a ser metálicas e captadores magnéticos de indução começaram a ser utilizados.

## Estrutura da guitarra
Toda guitarra, elétrica ou acústica, é composta basicamente das mesmas partes. A principal diferença entre elas está no corpo. As figuras abaixo mostram uma guitarra elétrica e uma acústica, com suas partes indicadas. A construção do baixo é semelhante à da guitarra elétrica. Para informações adicionais, consulte os artigos de cada uma das partes. Para as diferenças construtivas, consulte os artigos de cada variedade de guitarra.
| Partes de uma guitarra elétrica. | 1. Cabeça, mão ou paleta. 2. Pestana 3. Cravelhas ou tarraxas 4. Trastes 5. Tirante ou tensor 6. Marcação 7. Braço 8. Tróculo (junta do braço) 9. Corpo 10. Captadores 11. Potenciômetros 12. Cavalete (ou ponte) 13. Protetor de tampo (ou escudo) 14. Fundo 15. Tampo 16. Lateral ou faixas 17. Abertura ou boca 18. Cordas 19. Rastilho 20. Escala | Partes de uma guitarra acústica. |

### Braço
O braço da guitarra é composto basicamente de uma barra maciça e rígida de madeira fixada ao corpo. A madeira utilizada normalmente é de um tipo diferente da utilizada no corpo. Madeiras de grande resistência à tração são preferíveis e uma das mais utilizadas é o mogno. É responsável pela fixação de uma das extremidades das cordas e também para permitir a execução das notas através da variação do comprimento das cordas. Fazem parte do braço: a “mão”, a pestana, a escala, os trastes e alguns elementos decorativos (geralmente de madrepérola, marfim ou ébano) utilizados na marcação.
Em guitarras acústicas e semiacústicas, o braço é colado ao corpo. O tróculo é a extremidade mais larga do braço usada para fixá-lo ao corpo e dar rigidez mecânica à montagem. Em geral o tróculo é entalhado na mesma peça do braço, mas também pode ser uma parte separada e colada ao braço e ao corpo. Em guitarras elétricas, o braço pode ser fixado ao corpo por parafusos. Em alguns casos, um tirante é utilizado para se opor à curvatura provocada pela tensão das cordas. A fixação do braço é crítica para a afinação do instrumento, pois a variação no ângulo do braço em relação ao corpo pode provocar variações na altura das notas. Embora indesejável na guitarra clássica, este efeito pode ser usado propositadamente para obter certas inflexões na altura (bends), sobretudo no blues.

### Cabeça e tarraxas

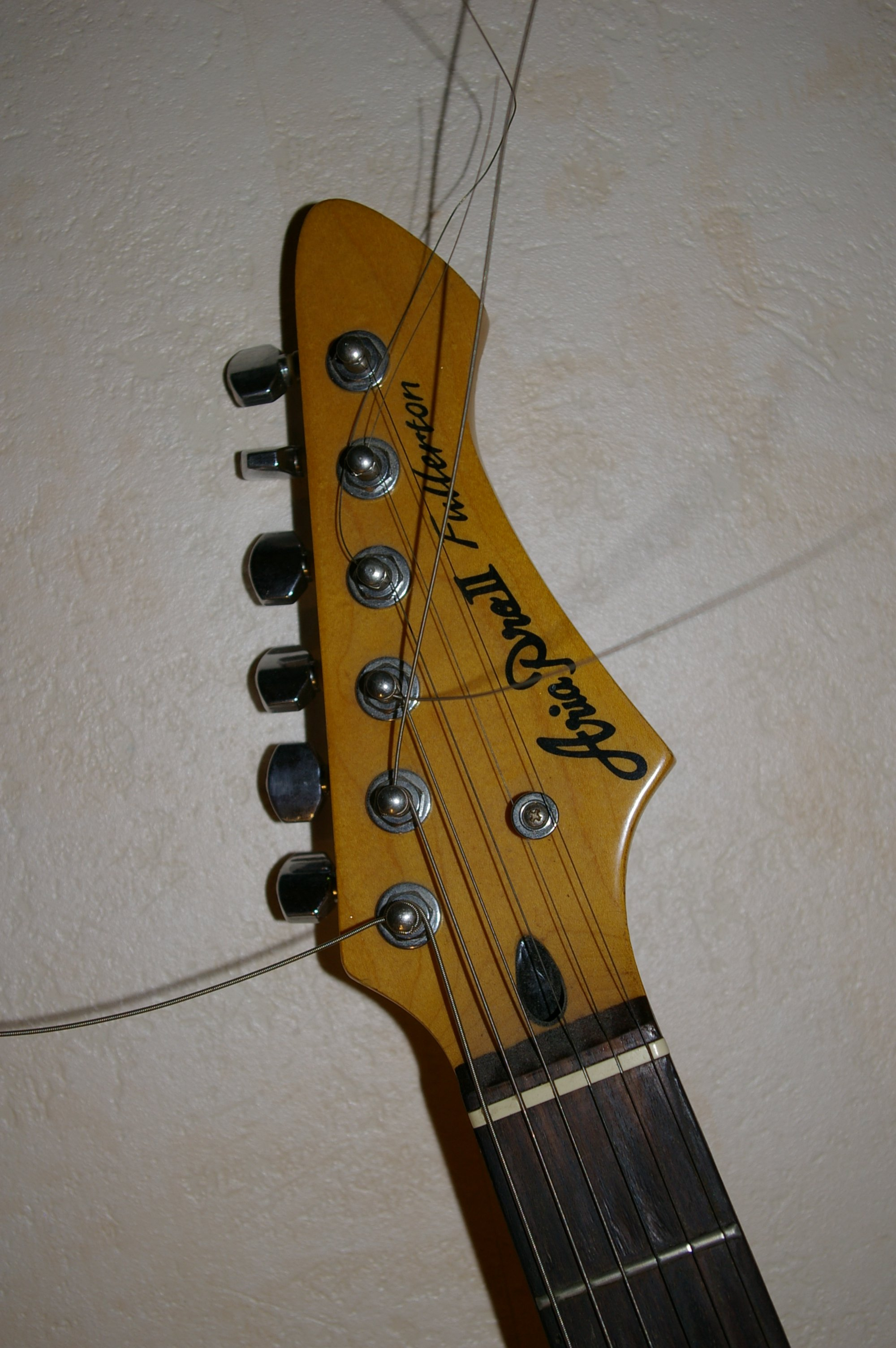
A cabeça de uma guitarra elétrica com seis tarraxas em linha.

A cabeça ou paleta é responsável pela fixação das tarraxas, usadas para afinar o instrumento. A cabeça é fixada na extremidade do braço formando um pequeno ângulo para facilitar o posicionamento das cordas sobre a pestana. Em geral é feita da mesma madeira do braço e entalhada com diversos motivos decorativos. A tarraxa é um mecanismo composto de um eixo sobre o qual a corda é enrolada e uma engrenagem que permite girá-lo com os dedos até obter a tensão correta de cada corda. As engrenagens garantem uma relação de forças tal que impeça o afrouxamento das cordas durante a execução.
Na maior parte das guitarras há três tarraxas de cada lado da cabeça. Em algumas guitarras elétricas é utilizada a configuração de seis cravelhas em linha em um dos lados da cabeça. Outras configurações são possíveis, como 4+2, 4+3 em violões de 7 cordas. 6+6 em violas de 12 cordas e 2+2 ou 4 em linha para baixos e outros instrumentos de quatro cordas.

### Pestana
A pestana é uma pequena barra de osso, plástico ou madrepérola, fixada entre o início do braço e a cabeça. Possui um pequeno sulco entalhado para a passagem de cada corda. Isso permite o posicionamento correto das cordas. A pestana serve para apoiar as cordas na extremidade do braço. É o ponto de origem do comprimento das cordas e muitos o consideram como o traste zero. Hoje, em alguns modelos de guitarras elétricas, há pestanas especiais que possuem travas, como parafusos, que impedem que o instrumento seja desafinado na execução de alavancadas (vibratos artificiais).

### Escala

Dois exemplos de escalas, com os trastes e as marcas incrustadas.

Feita de uma madeira diferente do resto do braço, como ébano, a escala é a parte do instrumento onde as cordas são apoiadas quando o músico quer dividir a corda. É sobre a escala que os trastes são montados. Além disso possui várias marcas em forma de círculo, losangos ou triângulos, incrustadas por marchetaria. As marcas são geralmente de madrepérola, marfim ou ébano. Em alguns casos são simplesmente pintadas e servem para ajudar o músico a identificar as casas na escala. Geralmente é usada uma marca na 3ª, 5ª, 7ª, 9ª,12ª, 15ª, 17ª, 19ª,21ª e 24ª casas e duas marcas na 12ª, às vezes na 7ª e na 24ª (quando existente) casas. Em algumas guitarras elétricas estas marcas podem ser luminosas, com LEDs ou fibras ópticas.

### Alavanca
Parte da guitarra usada para efetuar um efeito chamado vibrato. Este efeito consiste em alterar a altura das notas de forma que elas transpassem a ideia de uma onda fluindo. Este efeito é muito utilizado em alguns ritmos agitados, porém é principalmente usado em ritmo de rock.

### Trastes
Os trastes ou trastos são pequenas barras (geralmente alpaca ou ligas de níquel) montadas sobre a escala e que definem os pontos exatos em que a corda deve ser dividida para obter cada uma das notas. Quando o músico encosta o dedo sobre uma corda ela pousa sobre a escala e fica apoiada sobre o traste. O comprimento vibrante da corda passa a ser aquele entre o traste e o rastilho.
Os trastes são montados nos instrumentos modernos para permitir que as guitarras tenham temperamento igual. Consequentemente a razão entre as distâncias de dois trastes consecutivos é  {\displaystyle {\sqrt[{12}]{2}}}, cujo valor numérico é aproximadamente 1,059463. Como essa razão é aplicada sucessivamente a cada intervalo, isso explica porque as casas próximas à pestana são mais largas que aquelas próximas ao corpo do instrumento. O 12º traste divide a corda exatamente na metade e o 24º (se existente) divide a corda em um quarto do comprimento total (entre a pestana e o rastilho). Cada doze trastes representam um intervalo de exatamente uma oitava.
A distância entre o rastilho e o nésimo traste, ou seja o comprimento vibrante da corda quando a corda pousa sobre o traste n é dada pela fórmula:
{\displaystyle l=d\cdot 2^{-n \over 12}}
onde d é o diapasão da corda (comprimento total da corda entre o rastilho e a pestana).

### Corpo

#### Guitarra acústica
Na guitarra acústica e também em algumas variedades semiacústicas, o corpo tem as funções de caixa de ressonância e de fixação das cordas. O corpo é uma caixa oca feita de diversas madeiras. Geralmente tem uma abertura (chamada boca) na parte superior, necessária para amplificar o som das cordas e permitir a vibração do ar. Abaixo da boca é colado o cavalete, usado para fixar as cordas ao corpo. O cavalete possui furos para a fixação das cordas. Sobre o cavalete, é montado o rastilho, uma barra de madrepérola, osso ou plástico que serve para distanciar as cordas do corpo e da escala. Nas guitarras de flamenco, usadas no flamenco, um protetor de tampo é montado na parte do tampo abaixo da boca para que o músico possa realizar sons percussivos com os dedos. Diversos elementos decorativos estão presentes no corpo, tais como mosaicos ou frisos de cores diferentes. Alguns instrumentos populares podem ainda ser pintados em diversas cores.

#### Guitarra elétrica
Na guitarra elétrica e no baixo, o corpo é uma peça maciça de madeira, geralmente maciça ou nos modelos mais populares, madeira laminada, pois isso produz instrumentos leves e muito rígidos, além de terem melhor sonoridade. As madeiras brasileiras mais comuns são o cedro, mogno, marfim, cacheta ou freixo. Em outros países são empregadas madeiras como ash, alder, basswood, jacarandá, ébano ou bordo entre outras. Em geral estes instrumentos são revestidos por finas lâminas de madeiras mais nobres ou pintados, muitas vezes com motivos bastante elaborados e multicoloridos. O corpo é geralmente entalhado ou escavado para permitir a montagem dos equipamentos eletrônicos, da Ponte(cavalete) e outros equipamentos. Um protetor de tampo, chamado guarda unhas pode ser acrescentado para proteger o corpo do atrito com a palheta.

## Encordoamento
O som da guitarra é produzido pela vibração das cordas, que para tanto devem ser tensionadas e montadas de forma que possam vibrar livremente sem bater em nenhuma outra parte do instrumento. As cordas dos alaúdes e das guitarras antigas eram feitas de tripa (intestinos) de ovelhas cortadas em espessuras muito finas e torcidas. Atualmente elas são feitas de nylon ou de aço. As cordas mais finas, usadas para as notas mais agudas, são constituídas de um fio único. As mais grossas, na verdade, são cabos constituídos de uma alma (que pode ser de nylon, de aço ou de seda) envolta por uma espiral de um fio mais fino feito de aço. Esta construção permite maior resistência à tração, maior estabilidade de afinação e maior flexibilidade do que seria possível caso se usassem fios singelos também nas cordas mais grossas.

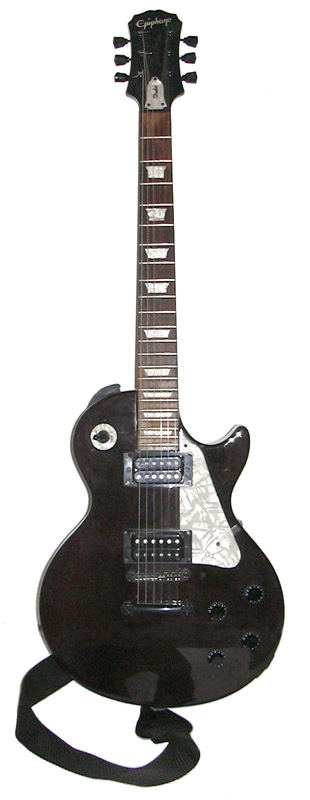
Guitarra elétrica, que usa cordas de aço.

Cordas de aço geralmente possuem uma pequena esfera fortemente fixada a uma de suas extremidades para facilitar a fixação no instrumento. As cordas são fixadas aos furos existentes no cavalete através de um nó ou pela esfera, que por ser mais larga que o furo não consegue passar por ele, prendendo a corda. Em algumas guitarras ou baixos as cordas passam por furos através do corpo do instrumento e são fixadas na parte posterior do corpo. O rastilho é uma barra feita de osso ou plástico que é apoiada sobre o cavalete e sobre a qual as cordas são assentadas. A altura do rastilho é importante para definir a distância entre as cordas e a escala. O ajuste da altura é importante pois a afinação do instrumento pode sofrer variações se a distância das cordas for muito grande. Por outro lado, cordas muito próximas da escala podem encostar nos trastes ao vibrar, o que produz um ruído desagradável (trastejamento). A outra extremidade da corda passa sobre a pestana, depois é enrolada em espiral sobre o eixo das tarraxas. Como a ponte e a pestana são mais altas que o braço e o corpo do instrumento, as cordas ficam estendidas e tensionadas entre essas duas peças e podem vibrar livremente quando dedilhadas ou tangidas por uma palheta. Geralmente as guitarras são construídas para serem tocadas com o braço na mão esquerda e o corpo na direita. Nesta posição, os sulcos da pestana são dispostos de forma que a corda mais grossa fique em cima e as mais finas embaixo. O rastilho ou ponte também não são simétricos. A distância entre as cordas e o corpo é maior para as cordas graves do que para as mais finas. Isso é necessário para evitar o trastejamento dos bordões, mas provoca alguns problemas de afinação. Quando a corda é pousada sobre a escala ela é esticada. O aumento na tensão aumenta ligeiramente a afinação da nota. Ainda que muito tênue esse efeito pode causar desafinações em alguns acordes. Para compensar esse problema, o cavalete é colado levemente inclinado. Assim, as cordas mais grossas (as que sofrerão maior tensionamento durante a execução) são ligeiramente mais longas que as mais agudas. Toda a montagem desses componentes é crítica e permite diferenciar a qualidade dos instrumentos feitos por diferentes luthiers.
Todas essas assimetrias obrigam a construção de versões diferentes de instrumentos para destros e canhotos. Muitos guitarristas e violonistas, no entanto adaptam o instrumento para a execução invertida. Alguns músicos simplesmente viram o instrumento e tocam com uma técnica espelhada. O problema desse método é que os bordões, geralmente tocados pelo polegar precisam ser tocados pelo indicador. Outros, como Jimi Hendrix fazem o encordoamento invertido em uma guitarra normal. Embora funcional, esse método pode levar a pequenas falhas de afinação. Estilos como o blues, o rock e o folk, que utilizam muitos bends e vibratos não sofrem tanto com esses problemas de afinação, mas para a execução erudita com as mãos trocadas é essencial utilizar um instrumento especialmente construído para canhotos.

### Afinação
Muitas afinações diferentes são possíveis dependendo da variedade do instrumento. A mais comum para instrumentos de 6 cordas é a “afinação padrão” Mí, Sí, Sól, Ré, Lá e Mí novamente, (EBGDAE). Note que a guitarra é um instrumento transpositor. As notas soam uma oitava abaixo do que são escritas. As notas abaixo correspondem à nota produzida pela corda solta:
- Sexta corda (a mais grave a que fica acima de todas as outras): Mi bordão (uma décima terceira menor abaixo do Dó central — aprox. 82,4 Hz)
- Quinta corda: Lá (uma décima menor abaixo do Dó central — aprox. 110 Hz)
- Quarta corda: Ré (uma sétima menor abaixo do Dó central — aprox. 146,8 Hz)
- Terceira corda: Sol (uma quinta justa abaixo do Dó central — aprox. 196,0 Hz)
- Segunda corda: Si (uma segunda menor abaixo do Dó central — aprox. 246,92 Hz)
- Primeira corda (a mais aguda): Mi (uma terça maior acima do Dó central — aprox. 329,6 Hz)

A afinação padrão permite um dedilhado simples para a maioria dos acordes  e também a execução de escalas com o mínimo de movimentos de mão esquerda.
As guitarras acústicas possuem um corpo oco feito em madeira. São utilizadas em diversos géneros da música, como o rock, bossa nova, country music, jazz, fado e estilos folk de diversos países. Também há versões específicas para a música clássica e para a música da Espanha (flamenco). Como possuem uma caixa de ressonância, têm potência sonora suficiente para a execução sem amplificação, mas podem ser usados microfones ou captadores quando necessário aumentar a potência sonora. Em geral, esses instrumentos são tocados com as unhas ou palhetas e valoriza-se seu timbre natural sem distorções elétricas.

### Guitarra elétrica

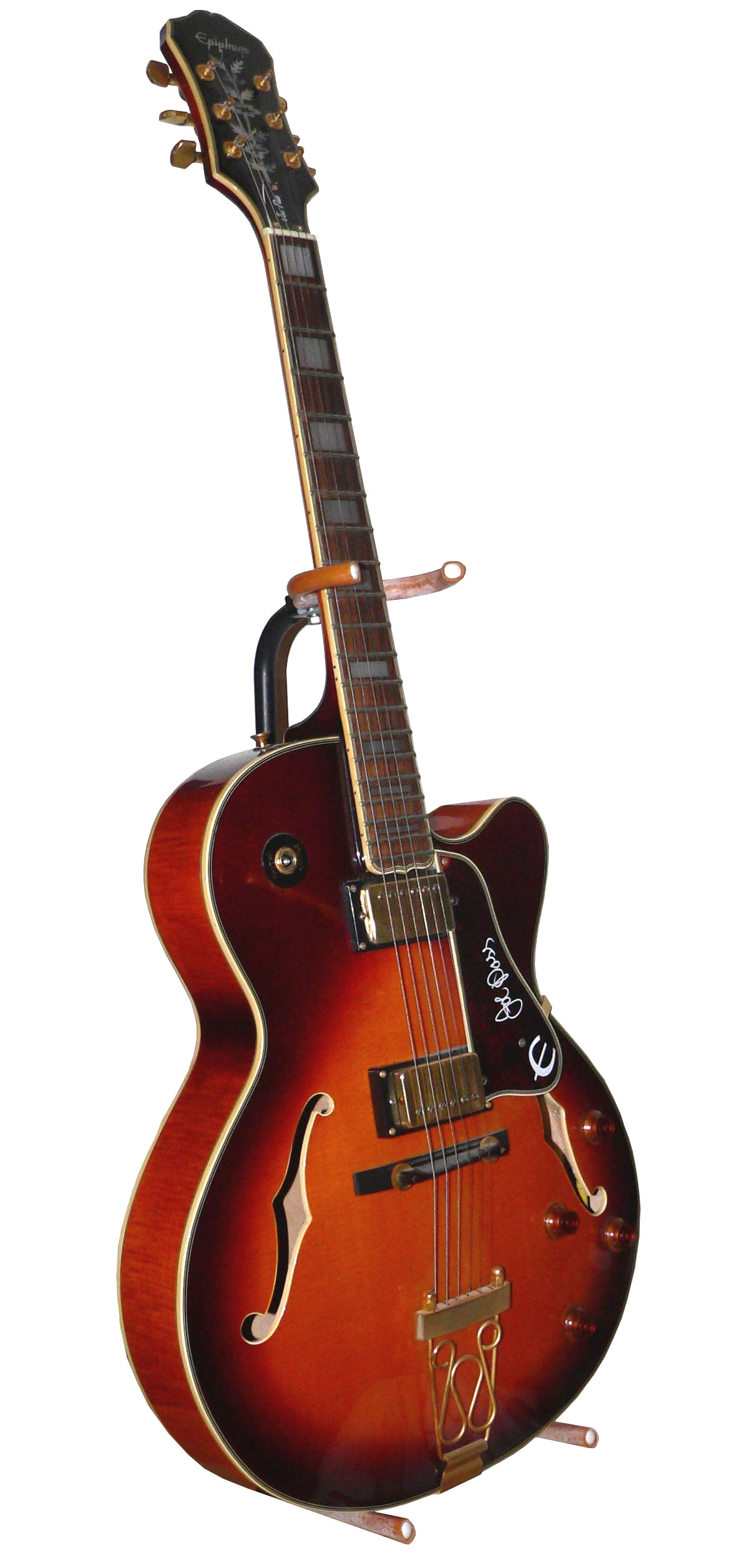
Uma guitarra.

Esta, como dito, é uma versão elétrica da guitarra, porém, com braço maior e de maior alcance, e com maior número de trastes (geralmente entre 20 e 27). Guitarras elétricas podem possuir caixa de ressonância. Neste caso são chamadas de guitarras eletroacústicas. Neste caso, os captadores são instalados dentro da boca. Uma vez que o instrumento é amplificado, as guitarras elétricas não necessitam realmente da caixa de ressonância, por isso atualmente elas são construídas em um bloco maciço de madeira ou diversos tipos de plástico. As partes eletrônicas e demais acessórios são instaladas em cavidades do corpo. Esta montagem tem ainda a vantagem de permitir uma maior resistência à tração ao conjunto, fundamental quando são utilizadas cordas de aço muito tensionadas. As guitarras elétricas são utilizadas principalmente no rock e metal mas também são frequentes no blues, jazz e música pop. Devido à tensão das cordas de aço usadas nesses instrumentos, a execução mais frequente é com palhetas e diversos efeitos eletrônicos podem ser aplicados durante a amplificação.

### Baixo
Instrumento semelhante a uma guitarra elétrica, maior em tamanho e com um som mais grave. Descende do Contrabaixo que tem suas origens no século XVII.  Costuma ter quatro cordas de aço, todas do tipo bordão, mas podem ser montados também com mais cordas. O corpo é feito de madeira maciça, em formatos semelhantes às guitarras elétricas e já possui captadores instalados sob as cordas. O braço é mais longo e largo que o de qualquer outra guitarra. A maior parte dos baixos possui trastes que o tornam um instrumento temperado, mas também há versões sem trastes (fretless), inspiradas no contrabaixo acústico. Usado em praticamente todos os estilos musicais populares, o baixo costuma ser tocado com os dedos com técnica semelhante ao pizzicato dos instrumentos com arco. Palhetas também podem ser usadas com menos frequência. Contrabaixo é um instrumento de timbres graves.